# Роберт Нойс
Роберт Нортон Нойс (англ. Robert Norton Noyce, 12 грудня 1927 — 3 червня 1990) — американський інженер, один з винахідників інтегральної схеми (1959), один із засновників Fairchild Semiconductor (1957), засновник, спільно з Г. Муром, корпорації Intel (1968).

## Біографія
У 1949 Нойс закінчив Гріннелл-коледж в Айові зі ступенем бакалавра, в 1953 отримав ступінь доктора філософії від Массачусетського технологічного інституту.
У 1956-57 роках працював в Shockley Semiconductor Laboratory під керівництвом винахідника транзистора Вільяма Шоклі, а потім разом з сімома колегами звільнився і заснував одну з перших фірм з виробництва кремнієвих напівпровідників — Fairchild Semiconductor. Працюючи в Fairchild Semiconductor, Нойс, практично одночасно з Джеком Кілбі з Texas Instruments, винайшов інтегральну мікросхему.
У 1968 році Нойс і його давній колега Гордон Мур заснували корпорацію Intel. Через два роки вони створили Intel 1103 — першу інтегральну мікросхему оперативної пам'яті (DRAM), доступну комерційно. Intel 1103 скоро витіснила поширену в той час пам'ять на магнітних осердях. Нойс також був керівником проекту Intel зі створення першого мікропроцесора (Intel 4004, випущений в 1971 році). Незабаром корпорація Intel стала лідером з виробництва мікропроцесорів.
У 1988 Нойс став президентом корпорації Sematech, дослідницького консорціуму, спільно фінансованого промисловим капіталом і урядом США з метою розвитку передових технологій в американській напівпровідникової промисловості.

## Нагороди і почесні звання
У липні 1959 року Нойс подав заявку на патент №2981877 «Напівпровідниковий пристрій і струмопровідна структура» — тип інтегральної мікросхеми. За цей винахід (зроблений одночасно з Джеком Кілбі), що по-справжньому перетворив світ, Нойс отримав відзнаки від трьох президентів Сполучених Штатів. Президент Рональд Рейган нагородив його Національною медаллю технологій у 1987-му. Через два роки його було включено до зали бізнес-слави США (U.S. Business Hall of Fame) на церемонії, де виступив Джордж Буш старший .
У In 1990-му Нойс, Кілбі і винахідник транзистора Джон Бардін отримали медаль за життєві досягнення на честь святкування двохсотріччя Патентного акту.
Інститут Франкліна нагородив Нойса Медаллю Стюарта Баллантайна у 1966-му. Інститут IEEE нагородив його Медаллю пошани у 1978-му «за внесок у створення кремнієвих інтегральних схем, основу сучасної електроніки». У 1979-му Нойса нагородили Національною науковою медаллю США. Американська академія мистецтв і наук обрала його своїм членом у in 1980-му. Національна Інженерна Академія США нагородила Нойса премією Дрейпера у 1989-му.
Один з корпусів Гріннелл-коледжу, альма-матер Нойса, носить його ім'я.